# B.U.G. Mafia
B.U.G. Mafia (абревіатура від «Bucharest Underground Mafia») — румунська хіп-хоп група з Пантелімона, Бухарест, яка широко вважається одним із основоположних актів гангста-репу в Румунії. Заснований у 1993 році як Black Underground, його оригінальний склад складався з Влада «Tataee» Irimia, Dragoș «Caddy» (скорочення від Cadillac) Vlad-Neagu та двох інших учасників, DD і Mr.Nobody, які до кінця року, вже вийшли з групи. Ірімія та Влад-Нягу, які на той час ще були підлітками, працювали над сольними записами в аматорському стилі та мали небагато професійних перспектив до їхньої зустрічі. Група спочатку виступала як дует по всьому Бухаресту на місцевих шкільних випускних вечорах і вечірках, розглядаючи свої варіанти професійної кар’єри в музиці, а після низки відносно невдалих спроб просувати свою музику англійською мовою вони залучили Алін «Узі» Деметре в 1995 році і зрештою перейшов до письма румунською мовою.
Протягом багатьох років група терпіла тривалу суперечку через відвертий і конфронтаційний характер їхніх текстів. Зосереджуючись на таких темах, як посткомуністичний румунський політичний клас, бідність і злочинність у комуністично побудованих житлових проектах Румунії або їхня повторювана ворожість до румунської поліції, вони згодом були заборонені на багатьох головних теле- та радіостанціях Румунії та навіть часом їм заборонили гастролювати, провівши ніч у поліцейських після їхнього першого концерту в Дробета-Турну Северин у 1997 році. Хоча їхня лірика була неоднозначною в початкові роки, їхню лірику високо оцінили низка літературних діячів, таких як Еміль Брумару та Мірча Картереску.

## Історія

### Становлення та перші роки (1992–1995)
Група була заснована наприкінці 1993 року, коли продюсер із Пантелімона Влад «Tataee» Irimia зустрів Драгоша «Caddy» Влада-Neagu в Бухаресті. Татаї, який ще навчався в середній школі, був зацікавлений у тому, щоб стати професійним музикантом з 1992 року, коли під псевдонімом Doom він створив незалежне демо під назвою «Straight Outta da Hell», що викликало інтерес Кадділлака, оскільки він також був музикант-аматор, який працював під ім'ям MC La Duc і раніше в 1993 році самостійно записав трек під назвою «Апокаліпсис». Оскільки Румунія щойно повалила свій комуністичний режим під час Румунської революції 1989 року, західні товари, такі як контрабандні записи реп-альбомів, почали заповнювати ринок у процесі лібералізації ринку, який почався. Коли Irimia та Влад-Neagu дізналися, що їхні музичні смаки збігаються, вони вирішили продовжити свою кар’єру як гурт, який наприкінці 1993 року назвали Black Underground, а скорочено – B.U.G. Двоє друзів Irimia та Влад-Neagu, DD та Mr.Nobody також приєдналися пізніше, але через відсутність інтересу та участі покинули на початку 1994 року, до того, як група записала будь-які пісні. У березні 1994 року Irimia та Vlad-Neagu, працюючи під сценічними іменами Doom та Klax 187 відповідно, переробили демо-запис Irimia у свій дебютний сингл. Працюючи в студії Uniplus Radio в Бухаресті, вони вирішили залишити назву «Straight Outta da Hell» і записали пісню з Флоріном «DJ Sensei» Cojocaru, електронним музикантом і діджеєм, який продюсував платівку. Прем’єра «Straight Outta da Hell» відбулася через місяць на радіо Uniplus під час «YO! Rap is Moving". нічна програма, орієнтована на хіп-хоп, яку веде Адріан Нікулеску, місцевий радіоведучий і ді-джей. Невдовзі після свого радіодебюту Tataee та Caddillac спромоглися замовити свій перший живий виступ під час місцевого хіп-хоп концерту в Бухаресті, досвід, який вони обидва пізніше згадуватимуть як неприємний, але також значно вплинув на їхній вибір кар’єри професійних музикантів.

### Mafia(1995–1996)
Група випустила альбом "Mafia" наприкінці 1995 року, і, оскільки розповсюдження музики в Румунії на той час практично не існувало, альбом був доступний лише протягом відносно короткого періоду часу в Бухаресті, ставши з часом цінним пам’ятним фанатом. Альбом, записаний клавішником і продюсером Holograf Антоніо «Тіно» Фуртуне, містив 15 треків, у тому числі спільних з Pantelimon групою M&G, хіп-хоп виконавцем Marijuana та румунською актрисою Роною Хартнер. Незважаючи на те, що їхні ліричні здібності з часом удосконалювалися, у своїй дебютній роботі група відобразила зростаючий гнів міської молоді, деталізуючи такі аспекти, як міське насильство чи зростання бідності румунського робітничого класу в посткомуністичній Румунії. З такими піснями, як «Viață De Borfaș» (Thug Life), «Ucigaș» (Killer) або «Înc-o Cruce-n Cimitir» (Another Cross In The Cemetery) вони малювали свій світогляд міської молоді.

### Cat Music і національний розголос (1996–1997)
Після випуску свого дебютного альбому навколо гурту почалися суперечки щодо постійного використання насильницьких і сексуальних текстів і ненормативної лексики. Ситуація викликала навколо них галас, який зацікавив Аліна Брашова, румуно-американського адвоката, який щойно повернувся до Румунії та був одним із чотирьох партнерів, які володіли Cat Music, одним із перших професійних звукозаписних лейблів, який також був місцевим філія Sony Records. Брашов, почувши про вражаючий успіх N.W.A у Сполучених Штатах, переконав трьох інших партнерів, Емануеля Максвелла, Соріна Голеа та Дена Попі, дати групі шанс. Пізніше BUG Mafia підписали контракт з Cat Music і випустили свій другий студійний матеріал, міні - альбом Înc-o zi, înc-o poveste (Ще один день, ще одна історія). Це стало поштовхом до випуску першого хітового синглу групи «Pantelimonu' Petrece» («Pantelimon 's Having A Party»), пов’язаного з молодою поп-співачкою Юліаною «Джулі» Петраче. Татаї згадав про цей момент у 2009 році в інтерв’ю ведучому ток-шоу Radio ZU Міхаю Морару, зазначивши, що пісня стала хітом відразу після того, як Румунія прийняла новий закон про авторське право, що дозволило групі отримати значні прибутки, оскільки BUG Mafia була однією з небагатьох Румунські групи, які звучали по радіо в середині 90-х. Він також згадав на своїй офіційній сторінці в Twitter, що Мірча Бадеа був першим телеведучим, який випустив цю групу в ефір у 1996 році під час ранкового шоу, яке він вів на Tele 7 abc з Тео Трандафіром. "Pantelimonu' Petrece" був настільки успішним, що група фактично вела переговори з телевізійною станцією про створення кліпу на пісню, але ця ідея зрештою провалилася.

### Ера найкращих хітів (2003–2009)
Починаючи з кінця 2003 року, група розпочала роботу над альбомом із найкращими хітами, на завершення якого їм знадобилося трохи менше 6 років. Татаї хотів, щоб група перезаписувала вокал для кожної пісні, яка мала бути включена до альбому, а він створював нові ритми для оновлених версій треків. Запис альбому під назвою Viata Noastra (Наше життя) розпочався в 2003 році в студії Ines Sound and Video в Бухаресті і тривав протягом 2004 року, перш ніж був припинений, щоб група могла працювати над саундтреком до Băieți buni (Хороші хлопці).

## Члени
- Tataee (1993–тепер)
- Caddillac (1993–тепер)
- DD (1993)
- Містер Ніхто (1993)
- Uzzi (1995–тепер)
- DJ Swamp (2002-2008)

## Дискографія

### Студійні альбоми
За свою 20-річну кар’єру група випустила понад 20 синглів, 8 студійних альбомів, один розширений альбом, один збірник і два альбоми з найкращими хітами.
- Мафія (The Mafia) - 1995 рік
- Născut şi crescut în Pantelimon (Народився та виріс у Пантелимоні) - 1996
- IV: Deasupra tuturor (IV: Понад усе) - 1997
- Де Картьє (З капюшона) - 1998
- După blocuri (За будівлями) - 2000
- Întotdeauna pentru totdeauna (Завжди назавжди) - 2000
- Băieţii Buni (The Goodfellas) - 2003
- Înapoi În Viitor (Назад у майбутнє) - 2011

### Розширені п'єси
- Înc-o zi, înc-o poveste (Ще один день, інша історія) - 1996

### Збірники
- B.U.G. Mafia prezintă CASA (BUG Mafia Presents 'CASA') - 2002

### Альбоми найкращих хітів
- Viaţa noastră Vol.1 (Наше життя, том 1) - 2006
- Viaţa noastră Vol.2 (Наше життя, том 2) - 2009
- Viaţa noastră (Deluxe Edition) (Our Life Deluxe Edition) - 2009